# Goban

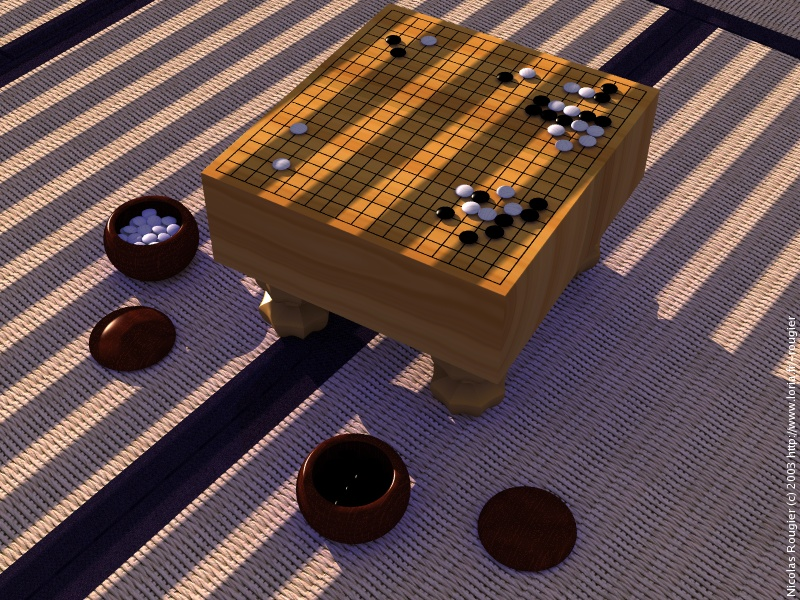
Goban

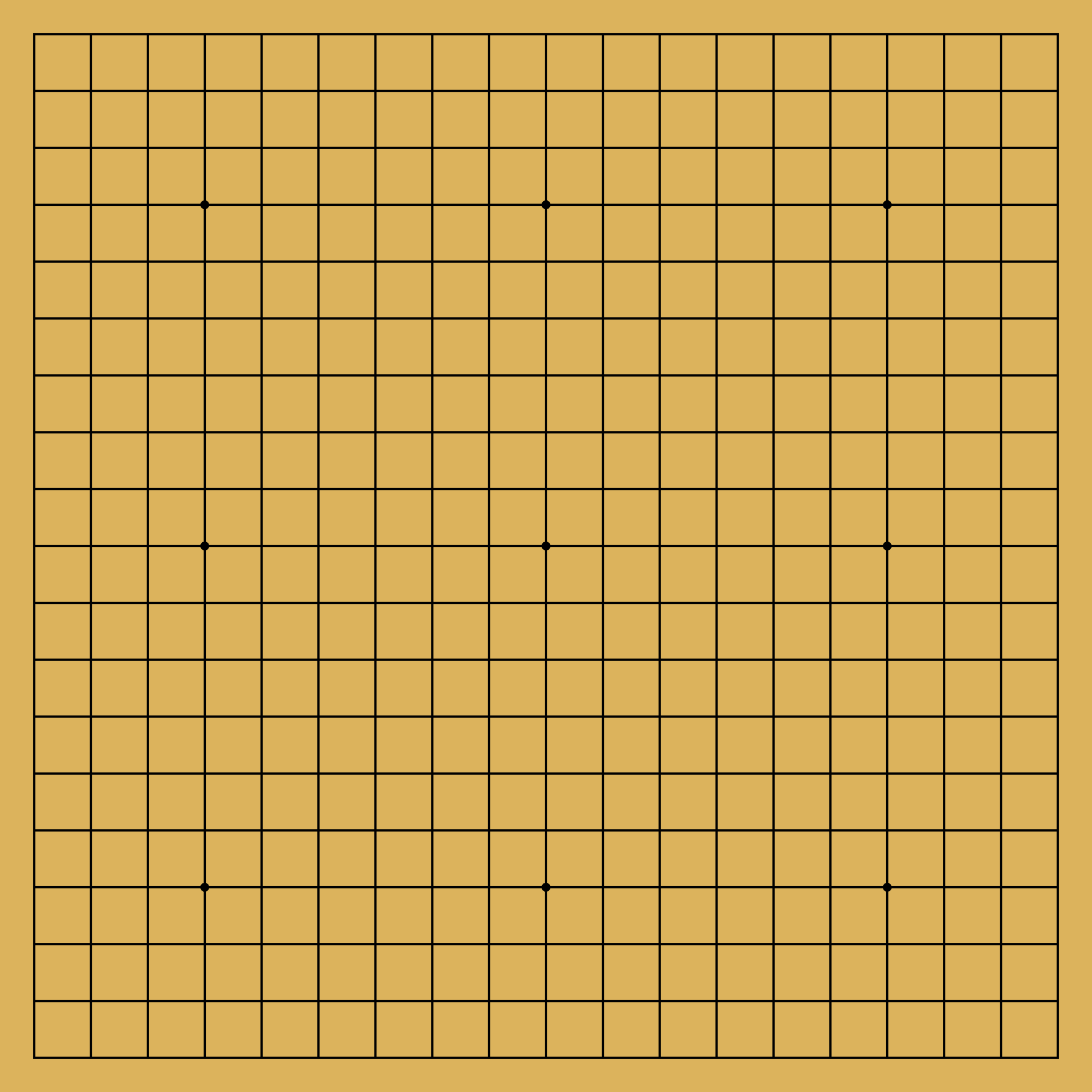
Goban

Goban (japonsky: 碁盤) je název desky, která původně vznikla pro hru Go, a která může sloužit pro množství her dalších. Skládá se z 18×18 stejných čtvercových polí, v rozporu s evropskou intuicí se ale kameny (černé a bílé) pokládají na průsečíky, kterých je 19×19. Goban pro hraní piškvorek a renju má rozměry 15x15 polí.
Devět průsečíků, které se v japonštině nazývají hoši (星 - hvězdy), je na gobanu zvýrazněno černými kolečky — tato vyznačení se dají ve hře Go použít jak pro lepší orientaci při hře na menší desku, tak pro hru s handicapem.

## Hry na gobanu
- Go
- Gomoku, s jistými výhradami Piškvorky, Renju, Šestvorky
- Ninuki (piškvorky s braním)
- Inersei